# 羊眼子
羊眼子（学名：Laplacea ligustrina）是山茶科南美大头茶属的植物，为中国的特有植物。分布于中国大陆的山西、云南、陕西、四川、河北等地，生长于海拔1,900米至2,700米的地区，多生在林边阴处和山坡灌丛中，目前尚未由人工引种栽培。